# Apple远程桌面
Apple遠程桌面（英語：Apple Remote Desktop；略稱：ARD，前稱：Apple網絡助理）為運行macOS裝置開發的遠端桌面協定遠程桌面軟件，針對需要協助個人或進行團體演示的大量計算機和教師的計算機管理員，允許用戶通過網絡遠程控制或監視其他計算機。
使用Apple Remote Desktop Client和Apple Remote Desktop Admin管理您網路上的Mac電腦，與使用者互動、分配軟體、製作軟體和硬體報告，以及一次管理多部電腦，全都從一部電腦中執行即可。

## 外部連結
- （英文）Apple Remote Desktop（页面存档备份，存于）